# Sachsengang
Der Sachsengang war eine Schüttinsel der Donau im südlichen Marchfeld rund 20 km östlich von Wien und liegt jetzt im Ort Oberhausen in der Stadtgemeinde Groß-Enzersdorf.

## Geschichte

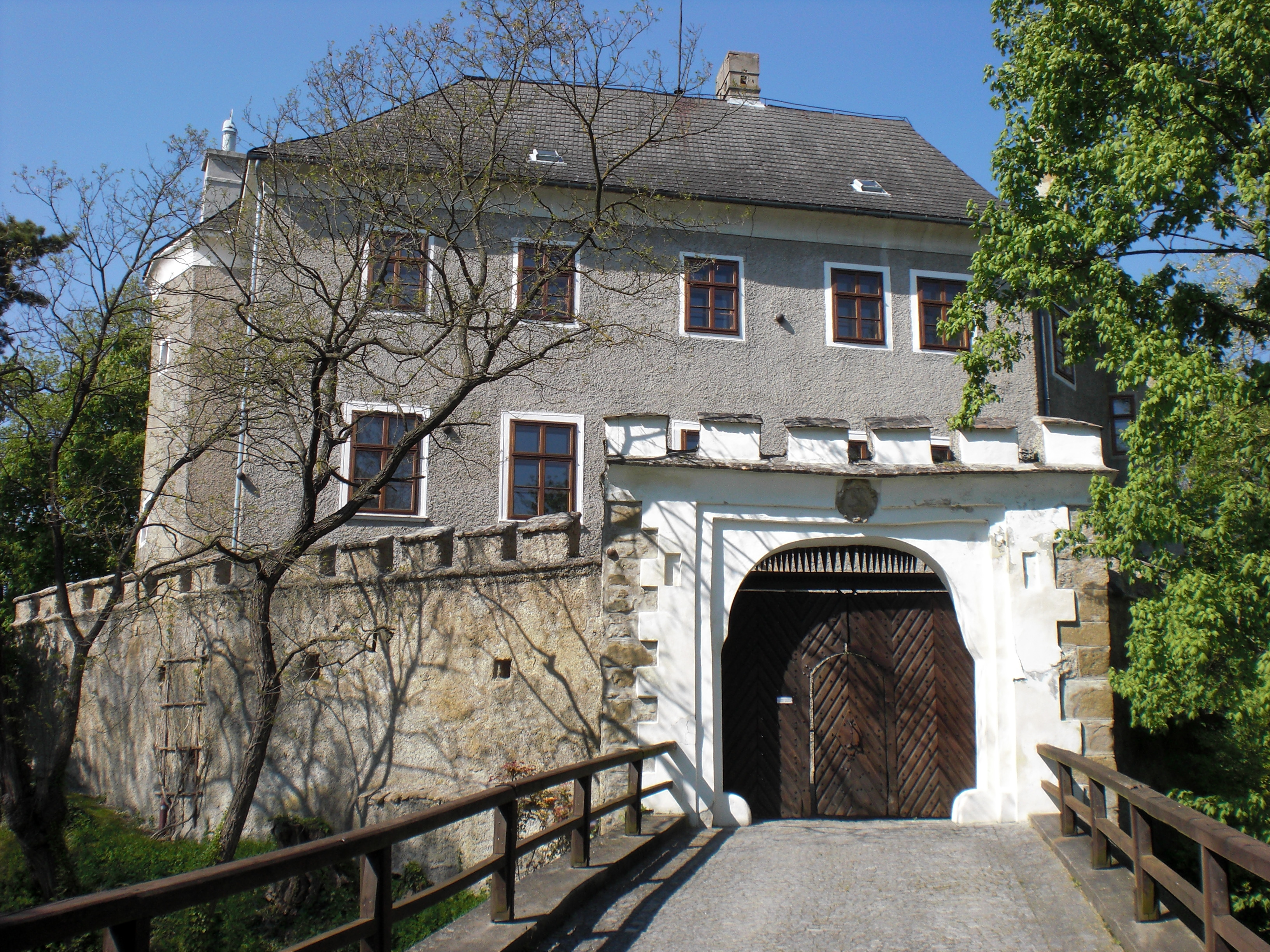
Schloss Sachsengang

Die Donau hatte zu dieser Zeit ausgedehnte Au- und Sumpfgebiete. Die Insel lag in einer der Donauschlingen oder Gänge, wie man jene im Mittelalter bezeichnete. Die Insel hieß ursprünglich Sachsonaganc. 
Die zugewanderten Bewohner wurden als Sachsen bezeichnet. Im Jahr 1021 wurde sie von Heinrich II. dem Kloster Weihenstephan und in der Folge dem Stift Freising geschenkt. Auch galt eine Familie Sachsengang als Lehensträger der Bischöfe von Freising, die unter anderem in Gablitz im Wienerwald Lehen besaßen.
Ende des 11. Jahrhunderts wurde hier die Feste Sachsengang oder Feste Sachsonaganc gebaut, die den Ursprung zum heutigen Schloss Sachsengang bildete.
Bischof Otto von Freising, der vierte Sohn von Leopold III., errichtete nach 1137 am Nordrand der Insel ein Dorf mit einer Kirche, die dem heiligen Jakobus geweiht war. Das Dorf hieß zuerst Ottendorf, später Pischolfsdorf. Dieser Name änderte sich noch auf Pischelsdorf und schließlich Pysdorf. Im Zuge der ersten Türkenbelagerung im Jahr 1529 dürfte das Dorf niedergebrannt worden sein.